# 西武電鉄
もしかして
- 西武鉄道

ではありませんか？